# Belysningsarmatur

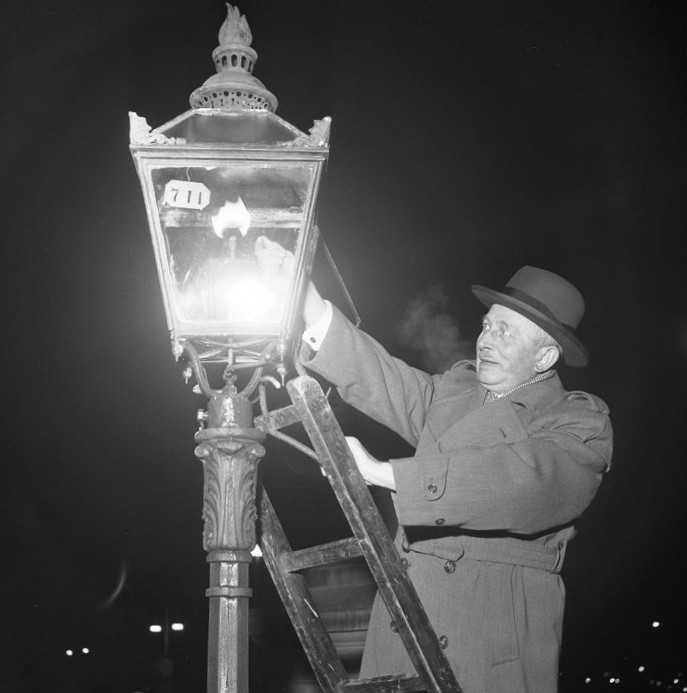
Äldre belysningsarmatur för utomhusbruk med en ljuspunkt och gas som energikälla, även kallad gatlykta, Stockholm, december 1953.

Belysningsarmatur är armatur med huvudsyfte att omvandla energi som finns i olja, gas, fotogen, elektricitet eller annan energikälla till ljus för belysning. Belysningsarmatur har både funktionella värden (belysning att se med) och estetiska värden (belysning att se på) ofta i kombination. Belysningsarmatur har som kategori även kallats ljusarmatur eller lamparmatur.

## Kategorier

### Exteriör och interiör
Belysningsarmatur kan delas in i två huvudsakliga underkategorier med avseende på teknisk miljö. Den kan vara avsedd för utomhusbruk (exteriör belysning) eller inomhusbruk (interiör belysning). Exempel på utomhusbruk är armatur för byggnadsnära belysning, i anslutning till fastigheter, och i stad och trafik. Exempel på inomhusbruk är armaturer och system som spotlights, downlights, kontaktskenor med mera.

### Språkliga variationer
Typiskt för ordet belysningsarmatur är att förledet belysning ibland ersätts av den placering eller det användningsområde armaturen är avsedd för, och kallas då till exempel takarmatur, väggarmatur, golvarmatur, bordsarmatur, järnvägsarmatur (med tålighet mot vibrationer), undervattensarmatur (med tålighet mot väta) eller fartygsarmatur (med egenskaper lämpliga för båtar). Om belysningsarmaturen hänger från taket i en vajer eller ett rör kan den kallas pendelarmatur eller nedpendlad armatur. Om en större takarmatur är anspråksfullt och konstnärligt utförd med många ljuspunkter kan den kallas för takkrona eller ljuskrona. Alternativt bär belysningsarmaturen namn efter materialet den är gjord av, och kallas då till exempel mässingsarmatur, plåtarmatur, porslinsarmatur, plastarmatur, kristallkrona och så vidare. Ytterligare en variationsmöjlighet är att benämna produkten efter vilken ljus- eller energikälla som används. Då kan den kallas till exempel glödlampsarmatur, lysrörsarmatur eller fotogenlampa. En belysningsarmatur kan alltså språkligt sett tillhöra flera olika kategorier samtidigt men den är alltid avsedd för belysning.

## Begrepp

### Ljuspunkter
En belysningsarmatur har en eller flera ljuspunkter. Ljuspunkterna är de platser i armaturen där ljuskällorna ska sitta. En belysningsarmatur med åtta ljuspunkter kräver alltså åtta individuella ljuskällor. Om belysningsarmaturen drivs av elektricitet ska ljuskällorna följaktligen vara elektriska. Men ljuspunkter kan ha olika energikällor i en och samma belysningsarmatur. En äldre kristallkrona kan exempelvis ha många ljuspunkter där några är för elektriska ljuskällor och några är för levande ljus.

### Ljusfördelningskurva

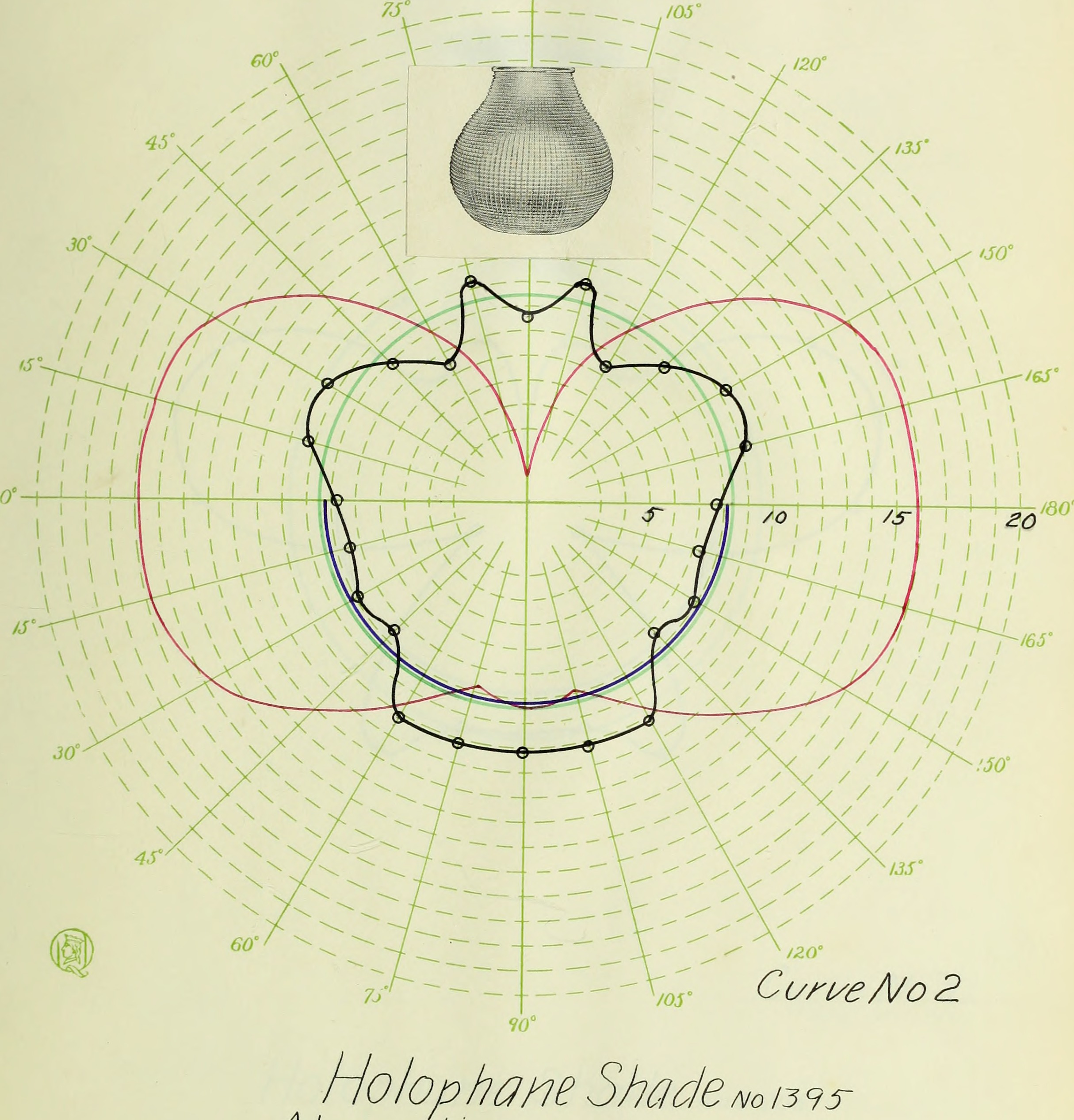
Exempel på äldre fotometrisk ljusfördelningskurva med olika våglängder i ett polärdiagram.

Belysningsarmaturer avger olika mycket ljus i olika riktningar. Ljusstyrka hos belysningsarmaturer brukar därför illustreras som en ljusfördelningskurva i ett polärdiagram. Värdena i diagrammet fås genom provning i en goniophotometer. Ljusfördelningskurvan visar hur mycket ljus som alstras och i vilka riktningar armaturen kastar ut sitt ljus. Informationen kan sedan omvandlas till standardiserade ljusdatafiler som används i programvaror för ljusdesign. Genom att tillhandahålla ljusdatafiler underlättar belysningsarmaturens tillverkare marknadsföring av sin produkt.

## Historia
Det fanns kända enkla anordningar, vilkas huvudbeståndsdel var den ljusalstrande materian, men också komplicerade anordningar som var så anspråksfullt utarbetade att de dolde ljuskällan och blev konstverk i sig själva. Den tekniska utvecklingen har lett till bättre och renare ljuskällor som satt fart på den skapande fantasin. Träsnidare, glasblåsare, keramiker, klensmeder, emaljörer, guldsmeder, ciselörer och gördelmakare är yrkesgrupper som bidragit till belysningsarmaturens historia i form av hantverk med olika material enligt den rådande stilen under varje epok.

### Antiken
Fat med glödande kol och med beck eller fett indränkta spån förekommer i Homeros skrivna berättelser. Facklor av beck eller vax har återfunnits på förhistoriska gravplatser och i vikingagravar.
Dessa primitiva arrangemang var emellertid rökiga och eldfängda. Olägenheterna ledde så småningom till att oljelampan uppfanns. Men lampor med olja som energikälla fanns långt tidigare. De äldsta oljelamporna kommer från Egypten under tredje årtusendet f Kr. Det var meterhöga sandstenspelare där kärl med olja var placerade i en urholkning på toppen.
Lampor av den klassiska formen, som förenar estetik och funktion, förekom i Grekland under sjätte århundradet f Kr. Det runda oljekärlet med en eller flera öppningar var på ena sidan utdraget till en pip, där veken var instucken, och på andra sidan utformat till ett handtag. Bredvid pipen fanns ofta ringar för oljelampans upphängning. 
Ett anmärkningsvärt uppsving fick fabrikationen av dessa tidiga belysningsarmaturer i det gamla Rom. På kejsar Augustus tid blev dekoratörerna mer kreativa. Reliefer började användas i större utsträckning. Mot slutet av den romerska tiden täckte relieferna hela ytan. Livfulla figurer av silener, flickor och pojkar ridande på delfiner etcetera, gav konstnärlig egenart åt konstruktionerna.
Under den hellenistiska tiden och kejsartiden älskade romarna belysningsanordningar formade som djurhuvuden och med fötter som efterliknande tassar. Romarna kände också till idén med vägglampor som hängdes upp på väggkrokar i kedjor.
En anspråksfull typ av belysningsarmatur, avsedd för välbeställda hem, var kandelabern med ljushållare och oljelampor av väldoftande träslag. De äldsta kandelabrarna, från sjunde och sjätte århundradena f Kr har påträffats i etrustiska gravar. De hade en trepassfot med rundade tassar och ett smalt skaft vars underdel ofta hade formen av en efeb, en beslöjad kvinna eller en amorin. Kandelabern avslutades upptill med en krok för upphängning av lampan och en figur föreställande en dansare, flöjtspelerska, diskuskastare eller liknande.
Under femte århundradet f Kr var kandelabrarna 1–1,5 meter höga. Först under tredje århundradet blev de mindre. Växtmotiv kom snart att täcka hela konstruktionen som även den fick formen av palm- eller akantusblad. Tempelkandelabrar som var helt täckta av tunga växt- och figurdekorationer anses vara mästerverk.
Med det romerska väldets undergång försvann också de praktsalar för vilka de pompösa belysningarmaturerna var avsedda. Kristna gudstjänster hölls i början av den nya epoken i blygsamma lokaler utan behov av påkostade yttre ramar. Ett tecken på denna anspråkslöshet är de torftiga fynd som gjorts i germanska gravar. Där har påträffats svarvade trästakar med rund sockel, cylindrisk fot och hög kägelformad behållare för kådigt trä, talg och vax.
Om den höga kulturella nivån i Bysans, det kristna Egypten och även Italien vittnar å andra sidan beskrivningar av praktfulla kandelabrar, som kejsar Konstantin skänkte åt kyrkorna, framförallt en mängd ljuskronor sammansatta av ringar, bågar och skivor med hållare, i vilka kägelformade glaskärl placerades.
Den västeuropeiska utvecklingen bestämdes av de bysantinska och egyptiska bärbara eller upphängda lamporna. Dessa bestod av en pyramidformad sockel på tre hästskoformade fötter, ett profilerat skaft och en skål.

### Medeltiden
Från senare hälften av 1000-talet förekommer altarljus som kyrkobelysning i större utsträckning. Framför eller bakom altaret ställdes halvmeterhöga ljusstakar av gjutet silver eller brons med inläggningar av silver i niello.
Med tiden höjdes ambitionerna och på 1100- och 1200-talen tillkom nya material som förgylld brons och driven koppar med emalj samt dekor av ädelmetaller, bergkristall och ädelstenar. Ett oöverträffat prov på metallgjutningens höga kvalitet är biskop Bernwards ljusstakar från verkstaden i Hildesheim med deras yppiga dekor av flätade band, djur- och människofigurer och imponerande chimärer. Liknande arbeten om än i mindre skala tillkom i berömda verkstäder belägna Maasdalen, Lothringen och Rhenlandet samt i västfaliska, nordtyska och niedersachsiska verkstäder.
En typ av ljusstake som i olika varianter dröjde kvar i Europa i många hundra år var ljusstakar på tredelad sockel med voluter eller tassar och profilerad bred skål med en spetsig pigg att placera ljuset på. 
På 300-talet tillverkades flera meter höga ljusstakar av marmor särskilt avsedda för påskmässor. Monumentala sjuarmade ljusstakar var inspirerade av de stora stakarna i Jerusalems tempel. De vackraste bibehållna exemplaren är från 900- och 1000-talen och befinner sig i Milano, Essen och Prag. Även i icke-kyrkliga kretsar uppstod en efterfrågan på figurprydda ljusstakar.
Gotiken övertog de folkliga altarljusen med deras månghörniga, runda eller av flera vulster bestående sockel på tre fötter, ett rikt strukturerat skaft och en bred rund droppskål med pigg för ljuset.
Senare blev stakarna högre och mindre massiva, svängda eller uppdelade med små kolonner och dekorativt uppdelade kapitäl. Mot slutet av medeltiden var de så kallade akolutstakarna, som bars av ministranterna i processionerna, mycket omtyckta. De hade formen av en stående eller knäböjande ängel som höll ljuset.
Borgerskapet, som ville efterlikna adeln, beställde anspråksfulla ljusstakar av koppar, mässing, brons eller smidesjärn. Tillverkningen av ljusstakar främjades genom tillkomsten av de hemstöpta talgljusen som var billigare än vaxljus. Även talgljus var emellertid dyra och därför användes även oljelampor liknande de antika i arbetslokaler, kök och skrivsalar.
Isärtagbara ljusstakar för resor tillverkades också. Även bronsstakar med karyatider, klädda i den tidens tjänardräkter, blev populära. Vägglampor av smidesjärn, utsirade med spetsbågar, rosetter etc, hängdes under senare medeltid på spiselkransen och var vanligt förekommande.
En ny mer praktisk typ av ljuskrona för vardagsbruk uppstod. Den hade sex mässings- eller bronsarmar placerade i en krets kring en stam som i sin tur hängdes i en kedja från taket. Typen var karaktäristisk för Flandern men spreds även i Nordtyskland och Östersjöländerna där kronor av järn och mässing länge hade använts. I Tyskland var hänglampor av ren- och hjorthorn populära. Gärna prydda av en målad figur som exempelvis Sankt Göran och draken.
I de italienska städerna, med deras även på kvällarna livliga gatumiljö, hade husägarna skyldighet att sörja för gatubelysningen. På gator och torg sattes präktiga och rikt dekorerade gatlyktor av smidesjärn upp med volutkonsol och piggar för talgkulan. Den senmedeltida typen av dessa lyktor förekommer än idag i norra Italien.

### Renässansen och tidiga barocken
Den nya konststil som renässansen innebar medförde också i Italien en ny typ av höga altarljus. Antingen med tredelad sockel och volutkonsoler eller rund sockel och en profilerad balusterformad fot med arketoniska eller plastiska motiv i dekoren. Material som gjuten eller driven ädelmetall, brons, marmor och trä förekom. Vad gällde mässingsarbeten utmärkte sig särskilt mästarna i Venedig och Padua.
Till Frankrike kom den nya stilen genom förmedling av italienska mästare, men redan i slutet av 1500-talet hade fransmännen utvecklat sin egen stil, präglad av kultiverad elegans och fina harmoniska proportioner. Norr om Alperna hindrade den starka gotiska traditionen den nya stilen från att slå igenom.
Tyskarna hade både sin egen form och sin egen teknik som särskilt i fråga om metallarbeten resulterade i exklusiva produktioner. Tack vare sin fantasi och känsliga mejsel behärskade de alla möjliga material. Kyrkorna här behöll den gotiska typen av låga mässings- eller bronsstakar på klockformad fot.
Under 1500-talet uppstod i de rika borgarpalatsen i Italien nya typer av breda och högvälvda kalkformade socklar och breda skålar med hela ytorna inlagda med silver. Denna teknik var ursprungligen arabisk och blev så omtyckt i Venedig och Padua att även äldre stakar med reliefmaskaroner och reliefer av satyrer, sirener och karyatider dekorerades. Venetianarnas praktlystnad kom också till uttryck i de kända glasstakarna från Murano.
Fajansen kom för en tid att undantränga ädelmetallen, särskilt i Frankrike, där gynnsamma ekonomiska förhållanden ledde till uppkomsten av tillverkare i Moustiers, Rouen och Nevers. Dessa stakar hade smala skaft och var prydda med driven figurdekor, kartuscher, medaljonger och masker. I mer konservativa Tyskland behöll figurala ljusstakar med änglar och helgon länge sin popularitet.
Under mitten av 1500-talet uppfann Girolamo Cardano en anordning varigenom veken kontinuerligt kunde hållas indränkt med olja och gav därmed en ny impuls åt oljelampan som dittills spelat en underordnad roll.
England som tidigare hade följt de flamländska och italienska mönstren började på 1600-talet framställa egna produkter i form av höga och breda stakar av koppar eller tenn med cylindrisk fot och hög kägelformig ljusbehållare. I verkstäderna i Padua imiterades antika lampor.
Vägglampetter med plåtar av polerad metall, som reflekterade ljuset och samtidigt skyddade tapeten eller väggpanelen, behöll sin form. De tyska hade en eller två ljusarmar och förekom både i städer och på landsbygden. De spreds till Holland och England. De franska lampetterna i formatet 30–150 cm var till en början enkla och ovala men dekorerades senare med religiösa eller mytologiska motiv.
I Holland och Flandern uppstod en ny typ av mässingskronor med rikt profilerad, svarvad mittaxel, en stam med klara linjer, under vilken det var fäst en stor kula. Stammen bar upp en statyett eller ett heraldiskt djur som till exempel en dubbelörn. Italien som övertog denna form gjorde, med sin lust för det dekorativa, tillägg med grenar, voluter akantusblad och figurer. Fransmännen med sitt sinne för elegans och yppig form förvandlade på sitt sätt ljusarmen till en enkel S-linje och mittaxeln till en korg, i vilken det placerades en vas med den för tiden moderna dekoren av kvinno- eller faunhuvuden.
Den franska termen lyster (franska: lustre) som betyder glans, ljuskrona och kristallkrona kom till under denna period. Glasarbetarna i Murano producerade under senare hälften av 1600-talet enastående vackert utformade ljuskronor.

### Barocken och rokokon

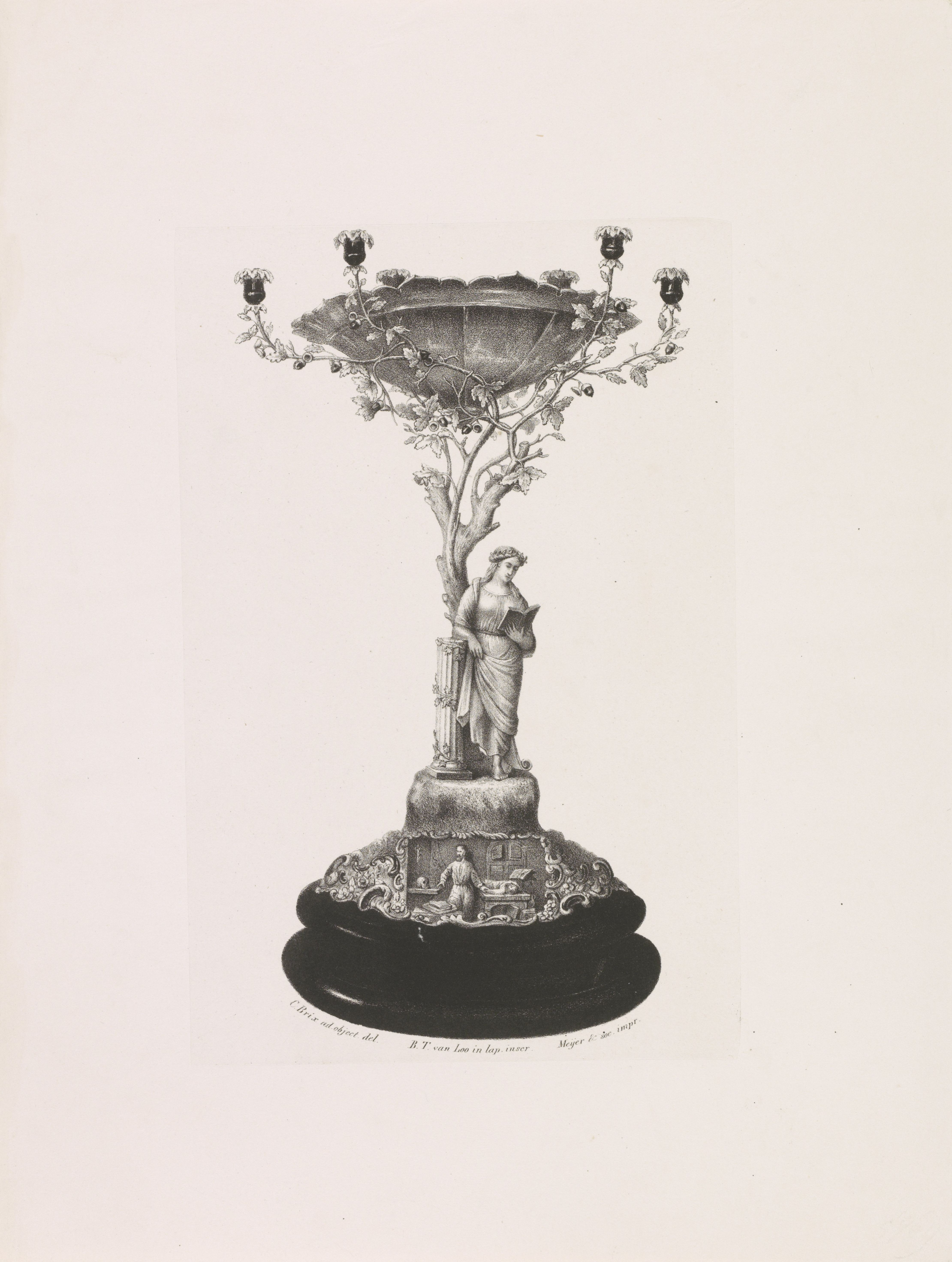
Girandol från Rijksmuseum, Amsterdam.

Nya upptäckter inom fysiken under 1700-talet kom även belysningstekniken tillgodo. Johann Joachim Becher inledde detta arbete redan på 1600-talet då han lyckades framställa gas ur kol. Bally, Leroy och Rabiqueau löste problemet med gatlyktornas ljusstyrka genom att förse dem med reflektorer (franska: reflecteurs). Argand uppfann en oljelampa med glascylinder och rund bomullsveke som hindrade rökutveckling.
Logisk form och symmetri försvann nu från kyrkobelysningens konstruktion och utsmyckning. Ljusstakarna överlastades med dekor vilket ofta gav detaljerna karaktären av separata konstverk. Hovens och adelspalatsens praktsalar, spegelgallerier och mottagningssalonger bildade den bästa tänkbara grogrund för strålande kristallkronor, monumentala ljusstakar och girandoler. Girandol (engelska: Girandole) är en trädliknande variant av kandelaber.
Många av tidens arkitekter sysslade med belysningsproblem. Skisser av Cuvilliés, Hoppenhaupt (tyska: Johann Michael Hoppenhaupt der Ältere), Meissonier och Chippendale vittnar om en tidssmak som var öppen för alla möjliga idéer gällande form och dekor. Bland annat nya former på nattljusstakar togs fram. Även hela garnityr för sovrum, bestående av ljusstakar av ädelmetall med ur och parfymflaskor, förekom. Detta var brevskrivandets och den intima korrespondensens tid så det var naturligt för skrivbordslamporna att utvecklas med rörliga skärmar.
I Frankrike uppstod nya typer av belysningsarmaturer. Vid festliga tillfällen upplystes salarna av kandelabrar med flera armar som ställdes på spiselkransar (engelska: Fireplace mantel) och byfféer. Dessa kandelabrar uppbars ofta av någon figur. Den kinesiska moderiktningen åren 1730–1770 försåg ljusstakarna med i bronsmaterialet inflätade kineser, pagoder, bryggor, fåglar, exotiska växter med mera. Det bokuliska livets lockelser inspirerade porslinsmästare som Johann Joachim Kändler i Meissen att placera in herde- och gudafigurer mellan de till träd och blommor förvandlade belysningspjäserna.
Flerarmade vägglampetter av brons, silver, kristall eller förgyllt trä byggdes in som dekorativa element i festsalarnas väggpaneler. Med den tilltagande yppigheten hos 1700-talets stil förvandlades de till ett slags grenverk med blommor, blad och mänskliga figurer. En överdådig vegetativ dekor i förening med voluter, rocailler och maskaroner förvandlade även ljuskronorna till blom- eller fruktkorgar där cirkel- eller S-formade armar, omvirade med festonger, bar upp ljusen.
Under Ludvig XIV blev kristallystern, eller kristallkronan, högsta mode. Den höga mittståndaren var sammansatt av glaskäglor, kulor och vaser. Armarna arrangerades över varandra och behängdes med kristallblad, rosetter och stjärnor. Kanterna avslipades och ytorna facetterades för att reflektera så mycket ljus som möjligt. Ofta kombinerades äkta kristall, som reflekterade ljuset mjukare, med konstgjord dito.
I Tyskland där barocken tog sig extrema former tillverkades originella porslinskronor vars konstruktion helt täcktes av färgade blom- och frukthängen samt en rik figural dekor. De inte lika praktfulla venetianska glaskronorna efterliknade kristallystrarna, men glasets kvalitet sjönk, och det lämnade plats för det förstklassiga böhmiska glaset.
Rokokons dekorativa fantasi kunde förvandla den mest banala smidesjärnslykta med sin ornamentik av blom- och fruktkorgar.
Det var med fynden i Pompeji och Herculaneum, i samband med de stora utgrävningarna år 1738, som antik stilriktning med enkla former återupplivades och blev modern igen. Tillbaka kom pelarformen, den enkla sockeln och de släta manschetterna och ljuspiporna. Som sekundära element inträdde den från antiken lånade dekoren med palmetter, lagerblad och akantusblad, pärl- och äggstavar.

### 1800-talet

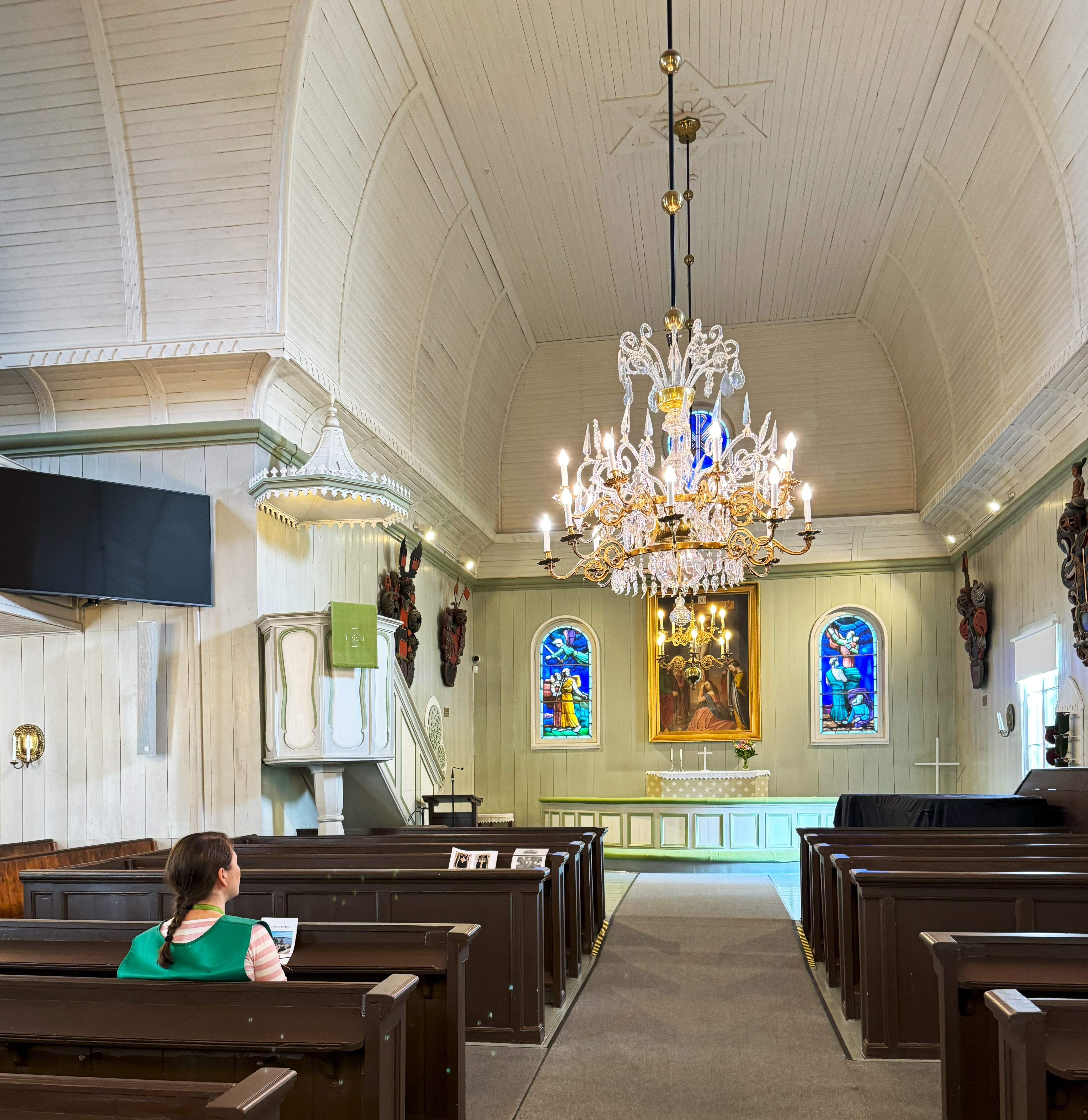
Belysningsarmaturer från 1850-talet i Tusby kyrka.

Ännu i början av seklet förblev stöpta ljus av vax, talg och så småningom stearin den viktigaste ljuskällan. Enbart i liten omfattning lämnade de stöpta ljusen plats för Argands oljelampa med ett starkare ljusflöde.
Men båda dessa ljuskällor fick lämna plats åt Benjamin Sillimans fotogenlampa på 1860-talet. Formen på dittills använda ljusstakar och belysningsarmaturer matchade inte den nya uppfinningen. Ända till i slutet av 1800-talet söktes lösningar i konstlade imitationer av historiska stilar. Men imitationerna gick alltför mycket emot den radikalt förändrade livsstilen.
Endast de konstnärligt sett mest svårarbetade materialen som brons, koppar, mässing och silver, förblev oberörda av den anpassning som serieproduktion medförde. Särskilt de franska mästarna skapade framstående alster av dessa material. Ljusstakar i form av harmoniska och arkitektoniskt fulländade antika pelare, fint dekorerade med akantusblad, palmetter, lotusblommor, pärl- och äggstavar, meandrar samt grekiska och egyptiska manliga och kvinnliga karyatider och sfinxer.
Nya typer framställdes, exempelvis bouillotte-lampan (engelska: Bouillotte), med två eller fler ljusstakar på en bred genombruten sockel, försedd med målad plåtskärm, avsedd för belysning på spelbord. Mycket omtyckta var skärmar med målningar på pergament som framträdde först när ljuset tändes. Väggapplicker förblev en fransk specialitet.
Ljuskronorna av metall eller kristall prydde alltjämt festsalarna. Av dessa stabiliserades två typer. Dels den lättare men rikare dekorerade franska, i form av en baldakin av prismor i kedjor, som föll ner från en palmettkrona och drogs genom en ring av dekorativt vågformiga armar. Dels den klockformiga tyska och engelska, bestående av flera koncentriska ringar som med successivt förminskad diameter placerades över varandra och bands samman med kedjor av prismor och glaskulor.
Fotogenlampor användes som bordslampor fram till 1900-talets början. I Frankrike betonades oljehusets konstnärliga utformning. Det utformades som en vas, bägare eller cylinder som bar upp brännaren, lampglaset och skärmen. I Tyskland infördes en ny form med en lampfot som sockel för såväl oljehus som brännare. De mest använda materialen var porslin, glas och gjutjärn för lampfot och oljehus samt mässing eller gjutjärn för montagedelarna.
Gasljus började fysikerna att experimentera med vid sekelskiftet. Först efter ett par decennier in på 1800-talet infördes det som gatubelysning. Gatuarmaturer för olja och gas existerade samtidigt. I de flesta städer i Sverige tändes de första gatlyktorna någon gång på 1800-talet. Till exempel Lund fick gatubelysning med 18 st oljelampor år 1813. Oljelyktor sommarförvarades för underhåll och reparation tills årets mörka timmar kom tillbaka på hösten.
Under samma period utfördes experiment med elektriskt ljus. Det första ljuset som alstrades av elektricitet tändes år 1802 av britten Humphry Davy med en anordning bestående av ett batteri och en bit platina. Det var prototypen till den första båglampan. De första elektriska belysningsarmaturerna som togs i drift i Sverige, på sågverket i Marma i Hälsingland år 1876, var båglampor. Denna typ av elektrisk belysningsarmatur användes inom industri och verkstäder. Brinntiden för båglampans kolelektroder var cirka 100 timmar varefter elektroderna byttes ut.
Den elektriska glödlampan som konstruktion tillskrivs framför allt Joseph Wilson Swan och Thomas Edison. År 1879 visade Edison upp en glödlampa vars glaskula lyste ganska svagt, men däremot länge, med en brinntid på hela 40 timmar. Under 1900-talets första decennium fick glödlampan metalltrådar av volfram och började nå sin tekniska fulländning. Den moderna glödlampan blev starten på en helt ny elektrisk belysningsindustri som bland andra svenska lampfabriker var en del av.

### Tillbehör

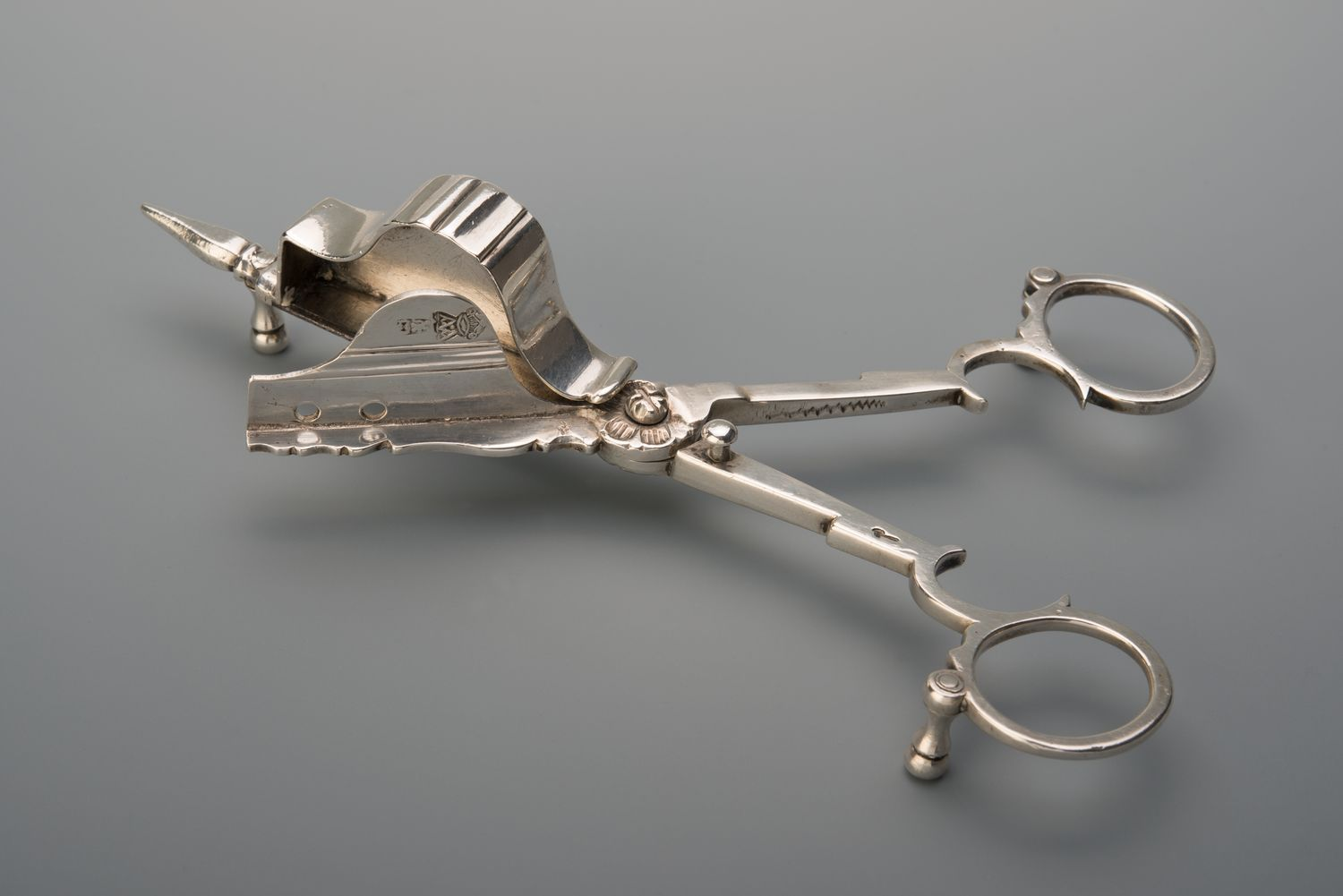
Ljussax utförd i silver, 1700-tal.

Till de olika belysningsanordningarna hörde också tändare, ljussaxar och ljussläckare. Till en början var ljussaxen rent funktionell med enkla former. Från slutet av 1500-talet blev den mer dekorativ och komplex.
Idén med att förse saxen, varmed veken putsades, med en liten behållare ledde till konstruktioner som var tacksamma att pryda med arabesker, figurscener och balustrar. De mest påkostade ljussaxarna av järn eller brons på 1600-talet förvarades i etuier. Ljussaxen var ofta ansedd som ett lyxföremål och kunde vara exklusivt utförd i förgyllt silver. En fransk specialitet var att emaljera den. När stearinljusen och fotogenlamporna lanserades blev ljussaxarna överflödiga.
Även om det antas att ljussläckare användes redan under antiken finns det inga bevarade exemplar tidigare än från 1600-talet. De hade en enkel konisk form, var försedda med handtag och tillverkade av mässing, tenn, bleck, porslin eller silver. 1700-talets förkärlek för figur- och växtplastik tog sig uttryck i att ljussläckarna formades till hjortar, damer med krinoliner, ryttare eller blommor av målat porslin och fajans samt drivet och graverat silver. Det fanns också finurligt automatiska ljussläckare konstruerade enligt samma princip som timglas.

## Typer
Belysningsarmaturens typ bestäms i huvudsak av dess energikälla och ljuskälla men kan också i vissa fall bestämmas av dess utförande. Nedan beskrivs olika typer med exempel.

### Belysningsarmatur för olja
De första oljelamporna från 3000 f Kr var så enkla att det knappast var fråga om någon armatur. Men så småningom utvecklades de tekniska anordningarna. Exempel på en känd modell är den florentiska oljelampan vars armatur typiskt är utrustad med tre tillbehör hängande i kedjor på pelaren och en ögla högst upp för att kunna lyfta armaturen på ett säkert sätt. Andra kända konstruktioner är Argandlampan som alstrade mer ljus än oljelampor tidigare hade gjort och moderatörlampan som skapade en jämn låga med lång brinntid. Argands effektiva brännare beskrevs i Uppfinningarnas bok från år 1898 som ett av de ”största framstegen inom belysningstekniken”. Komponenter till oljelampor är till exempel oljehus eller oljebehållare, veke (bandveke eller rundveke), lampglas, plåtskorsten och pump med kolv.

### Belysningsarmatur för levande ljus

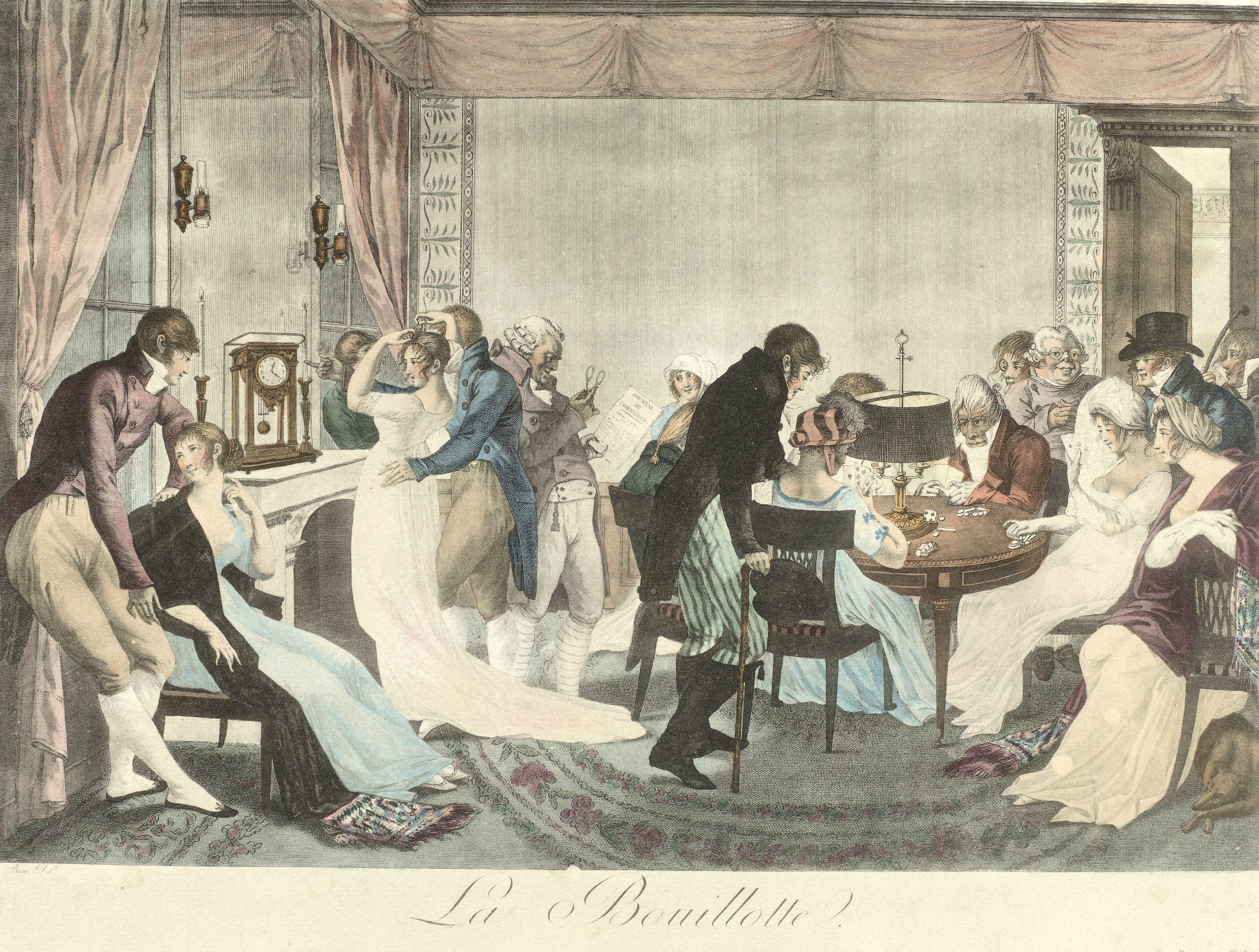
Bouillotte-lampa, belysningsarmatur för stearinljus, placerad i mitten av spelbordet.

Det har genom historien gjorts både dekorativa och tekniska anordningar för levande ljus stöpta av vax, talg och stearin. Ett exempel på teknisk anordning för stearinljus är den franska bouillotte-lampan (engelska: Bouillotte) som är utrustad med en hissanordning för sin plåtskärm. Meningen är att skärmen sänks i takt med att ljusen brinner ner. Bouillotte är ett franskt kortspel som var vanligt vid tiden för franska revolutionen och vann ny popularitet både i Frankrike och USA från cirka år 1830.
Ett svenskt exempel på belysningsarmatur för stearinljus är den tekniska anordning för reservbelysning som fanns i den statliga järnvägens tågkupéer ända in på 1940-talet. Reservbelysningen användes om det elektriska ljuset strejkade. Till reservbelysningsarmaturen tillverkades ett särskilt avpassat stearinljus med namnet kupéljus av Liljeholmens Stearinfabriks AB. Trots att det inte längre finns behov av kupéljusens ursprungliga funktion så tillverkas de fortfarande och säljs i dagligvaruhandeln som stämningshöjare.

### Belysningsarmatur för fotogen
Fotogenlampan uppfanns 1855–1860 av Benjamin Silliman. Fotogenlampor hade före elektricitetens genombrott en mer funktionell uppgift än idag. Fotogenbränslet hade nackdelarna att det gav upphov till både eldfara och mycket lukt när armaturen var i drift. Idag används den nästan luktfria lampoljan som bränsle till fotogenlampor. Belysningsarmaturens konstruktion är dock fortfarande densamma. Denna typ av armatur har fått en mer estetisk funktion som stämningshöjare eller som en alternativ ljuskälla där vi saknar elektricitet. Komponenter till belysningsarmatur för fotogen är till exempel oljehus, veke, brännare, brännarrör, kupring, reflektor, rökhatt, glaskupa etc.

### Belysningsarmatur för gas
Från ett par decennier in på 1800-talet och fram till elektriciteten kom i början av 1900-talet var gaslyktor ett vanligt inslag i stadsmiljön. Gaslyktorna var oftast kopplade till stadsgasnätet. Den sista bevarade gaslyktan i Stockholm heter Carlssons lykta och fungerar fortfarande.
Moderna gasollyktor är vanliga bland friluftsentusiaster som övernattar utomhus, eftersom de är mobila, enkla att hantera, har liten vikt och ger en tyst och sotfri förbränning. Komponenter till belysningsarmatur för gasol är till exempel gasbehållare, stomme, brännare, glödstrumpa, tändare och ventil.

#### Karbidlampa
En typ av belysningsarmatur som drivs av acetylengas som bildas genom att vatten droppas ned i kalciumkarbid.

#### AGA-fyr
En typ av belysningsarmatur som drivs av acetylengas och innehåller flera världsberömda, svenska innovationer som solventil och klippljusapparat till nytta för sjöfarten.

### Elektrisk belysningsarmatur
Se även: Semko

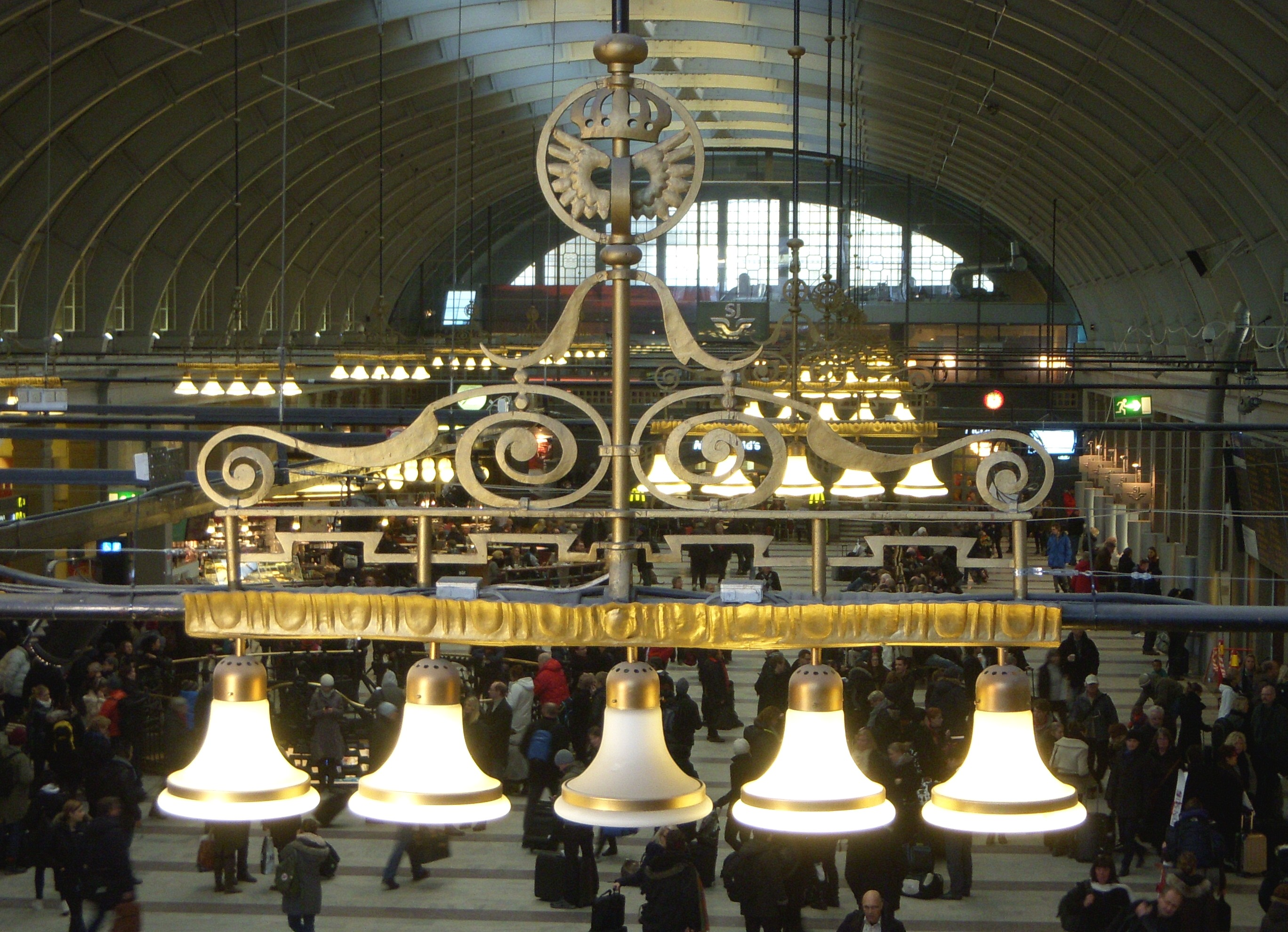
Elektrisk belysningsarmatur med opalöverfångsglas (replikor av 1927 års original), Stockholms centralstation, på konsol formgiven av Folke Zettervall.

År 1924 hade 80 procent av Sveriges hushåll fått elektriskt ljus. När elektriciteten fick sitt genombrott på 1920-talet blev belysningen mer lättskött, bekvämare, mindre luftförstörande och mindre eldfarlig. Det var med glödlampans utveckling som den elektriska belysningsarmaturen tog fart. Samtidigt dök ett oväntat problem upp. Glödlampor med metalltråd (volfram) hade bortåt 100 gånger så hög ljusintensitet som fotogenlampor vilket medförde det nya problemet bländning.
En stor del av den elektriska belysningsarmaturens uppgift blev därför att omforma den starka ljusströmmen på ett sådant sätt att bländning motverkades. Olika typer av skärmar, kupor och bländskydd började utvecklas. Belysningsarmaturerna fick mer ljus att jobba med och skulle i gengäld möjliggöra ett klart, snabbt, lätt och angenämt seende. Ivar Folcker var en pionjär på det området inom svensk belysningsindustri. 
När den elektriska belysningen blev en industri på 1930-talet så fick arkitekter, konstnärer och formgivare en ny produktkategori att upphöja till vackrare vardagsvara enligt funktionalismens idéer. Många estetiskt drivna yrkespersoner ville vara med och försköna den elektriska belysningsarmaturen i material som metall, glas, trä, läder, keramik, textil och så vidare. Från mitten av 1950-talet började även plast användas som material. Eftersom elektrisk belysningarmatur har blivit en självklar inredningsdetalj i hemmiljö, offentlig miljö och på arbetsplatser så kan det estetiska värdet vara lika stort, och ibland till och med större, än det funktionella värdet. Armaturen kan bidra till att skapa stämning i rummet men även ta en större roll som accent i inredningsarkitekturen.
År 1938 lanserades fluorescenslampor eller ljusämneslampor som senare fick namnet lysrör. De första elektriska belysningsarmaturerna för lysrör i Sverige debuterade i stor skala år 1940 i det så kallade Thulehuset i Stockholm.
Den 1 juli 1950 började det obligatoriska typgodkännandet S-märkning på belysningsarmatur att gälla i Sverige. Till en början omfattades flyttbara bords- och golvarmaturer. Tillverkare och importörer var nu tvungna att skicka in de av bestämmelserna omfattade produkterna för typprovning till Semko innan de fick säljas eller ens användas på svensk mark.
Det statliga kravet på S-märkning upphörde helt år 1994. S-märkningen finns kvar, fortfarande som en opartisk provning och verifiering genom ett omfattande certifieringsprogram, men är frivillig. De krav som ställs idag är följande.
En elektrisk belysningsarmatur ska alltid:
- vara CE-märkt,
- vara märkt med typbeteckning eller modellbeteckning (identifiering av produkten),
- vara märkt med vilken ström och spänning den är avsedd för (märkdata),
- vara märkt med tillverkarens namn och postadress,
- vara märkt med importörens namn och postadress (om tillverkaren inte finns inom EU/EES),
- ha en svensk stickpropp (om den inte är fast installerad),
- ha en bruksanvisning och säkerhetsinformation på svenska.[11]

Komponenter till elektrisk belysningsarmatur är till exempel en ljuskälla som lysdioder med driftdon, glödlampor eller lysrör med reaktor och tändare, lamphållare, isolatorer, mekaniska spiralfjädrar, elektriska anslutningsdon, elkablar och kabelavlastningar, strömbrytare, dimmer, bländskydd, reflektor, kupa eller skärm av glas, plåt, textil eller plast, infästningsanordning för tak eller vägg som vajer för gatubelysning etc. Nytillverkade elektriska belysningsarmaturer använder energiklassade ljuskällor.

#### Flerskärmsarmatur

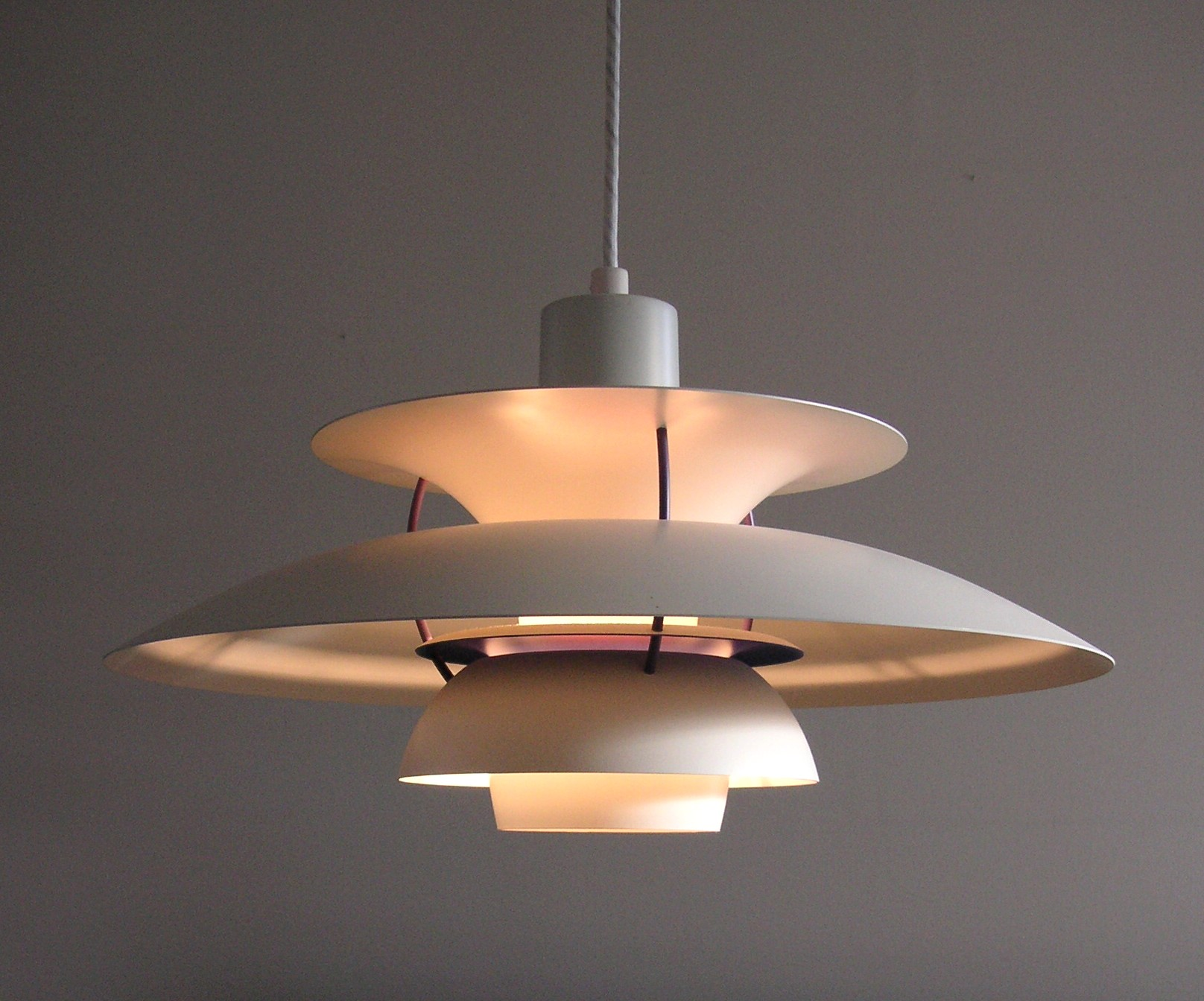
Exempel på elektrisk belysningsarmatur som samtidigt är en pendelarmatur och en flerskärmsarmatur. Danska PH-5 formgiven av Poul Henningsen år 1958.

Flerskärmsarmatur är en direkt underkategori till elektrisk belysningsarmatur och avser en anordning med ett flerskärmssystem vars huvudsyfte är att omforma ljuset. Ett känt exempel på flerskärmsarmatur är danska PH-lampan där olika kombinationer av storlekar och former på skärmar används. Flerskärmsarmatur som teknisk term kom till i slutet av 1920-talet då flera elektriska belysningsarmaturer började använda flerskärmssystem.

#### Ledarmatur
Ledarmatur är armatur med huvudsyfte att kunna förflytta ett föremål till önskad och kvarhållen position tack vare leder på en arm. Denna typ av armatur kan exempelvis vara avsedd för elektrisk belysning, där föremålet som förflyttas är en lamphållare med reflektor, typiskt för att ljussätta ett arbetsstycke eller en arbetsyta. Lederna på armaturen är försedda med skruv- eller friktionsanordningar som fixerar föremålet i sin önskade position. Bärarmarnas rör kapslar in den elektriska kabeln. Kända exempel på svenska ledarmaturer avsedda för arbetsbelysning är Triplexpendeln och Pefege.
Som alternativ till skruv- eller friktionsanordningar kan ledarmaturen vara försedd med utbalanseringsmekanism, och kallas då för utbalanserad ledarmatur, som Anglepoise-lampan uppfunnen år 1932 av industridesignern George Carwardine är exempel på. Se även Balanced-arm lamp.

#### Tvåtändning

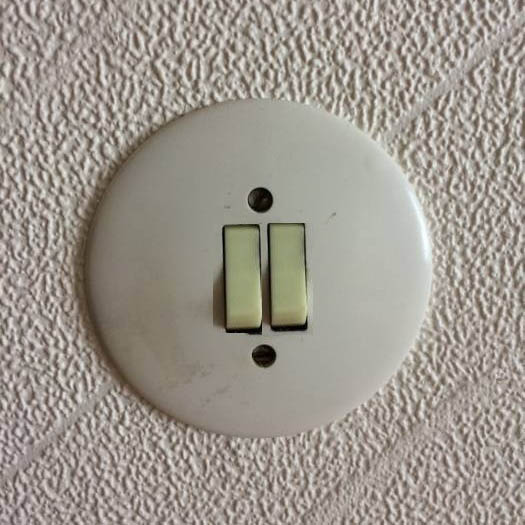
Kronbrytare, avsedd för att tända hela eller halva mängden ljuskällor i en elektrisk takkrona, 1950-tal.

Fram till 1970-talet förekom så kallad tvåtändning på interiöra takkronor. Detta gick ut på att ena eller andra hälften av takkronans flera ljuskällor kunde tändas var för sig. Den elektriska facktermen var kronkoppling. Kontakten till en takarmatur med tvåtändning hade tre stift. (Jordstift var ännu inte obligatoriskt.)
Syftet med att tända alla ljuskällor eller bara hälften av dem var att variera ljusstyrkan och för att inte slösa med ljuset av ekonomiska skäl. Elektrisk dimmer uppfanns först år 1959 och det dröjde flera år innan den lösningen fick sitt genombrott på marknaden. För att kunna använda belysningsarmaturens kronkoppling behövde takuttaget vara kopplat till en så kallad kronbrytare med två strömbrytare. Kronkoppling förbjöds enligt elinstallationsreglerna den 1 januari 2019. Men då hade kronkoppling slutat användas i praktiken sedan länge. Kronbrytare finns däremot kvar på marknaden men syftet är då att styra strömtillförsel mot två olika belysningsarmaturer.

## Armaturmaterial

### Belysningsglas
Under 1920- och 1930-talen hade den elektriska belysningsindustrin en snabb utveckling. Detta var möjligt delvis tack vare glasbrukens framgångsrika arbete. Stora krav ställdes på belysningsarmaturers ändamålsenlighet och därför behövdes armaturmaterial som lämnade bästa och mesta möjliga ljus. För så kallade tekniska belysningsarmaturer, till offentliga lokaler, skolor, affärslokaler, hotell etc, var glas det enda material som var bra nog.
En mängd olika glassorter med varierande kvalitet kunde förekomma. Ornamentglas och mattglas hade inte så stor praktisk betydelse för belysningsindustrins utveckling. Inte heller opalinglaset, som var en sorts överfångsglas, men som bröt ljusstrålarna olika, varför det såg blågrått ut i påfallande ljus och rött vid genomgående ljus.

#### Överfångsglas
Den största användningen hade de vita opal- och opalöverfångsglasen. Av dessa två typer var det flerskiktiga opalöverfångsglaset ur ljusteknisk synpunkt det bästa armaturmaterialet. Opalglaset är enkelskiktat och användes mest till mindre och billigare belysningsarmaturer.
För glaskupor till belysningsarmaturer anges ibland till exempel opalöverfång (opalvitt), champagneöverfång (varmare vitt nästan gulaktigt), grönt överfång eller orange överfång. Det undre skiktet av glas kallas ibland underfång. En färgad glaskupa kan till exempel ha ett vitt underfång och ett färgat överfång. 

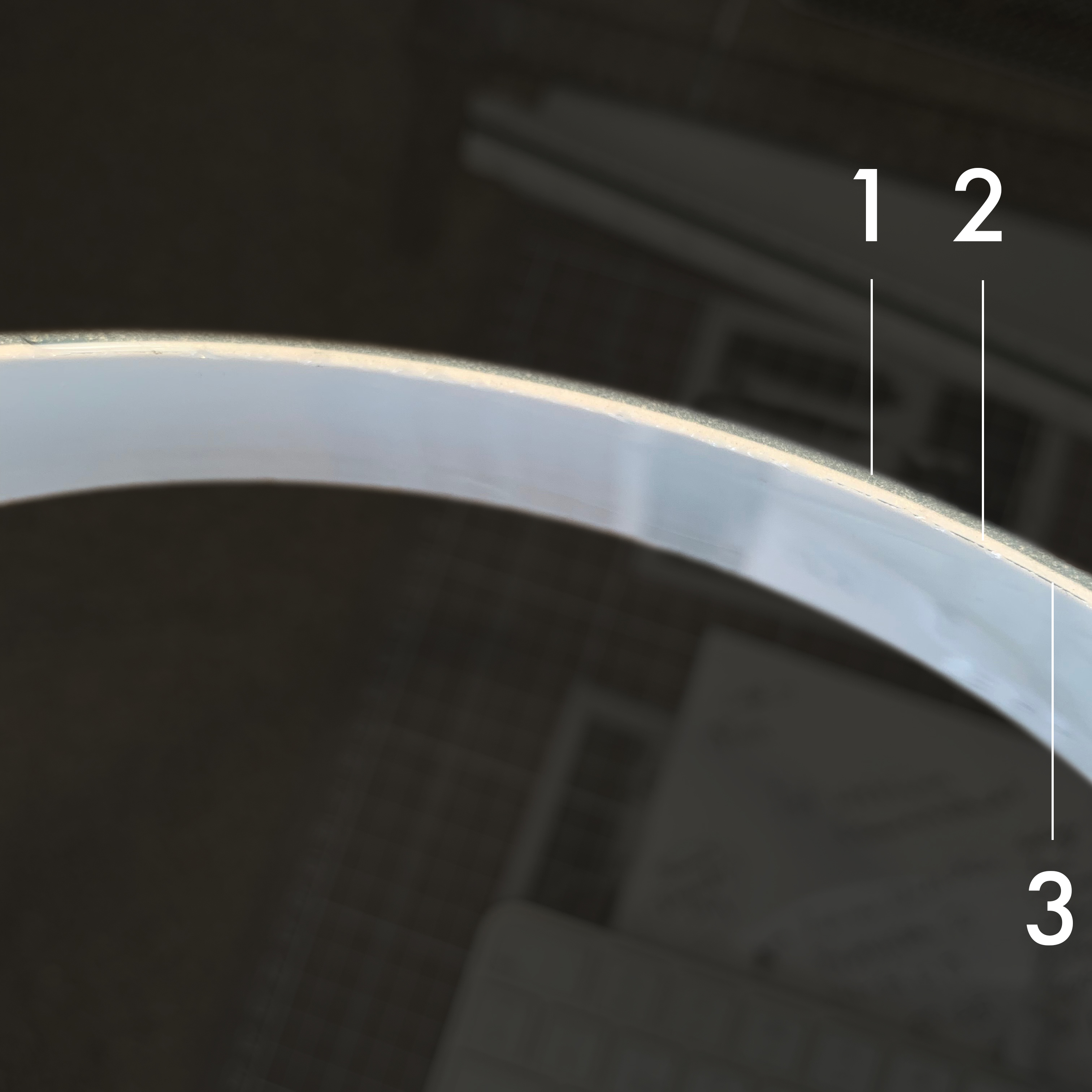
Prima tekniskt belysningsglas, opalöverfångsglas, med tre glasskikt.

En vanlig uppfattning är att opalöverfångsglaset bestod av ett opalskikt och ett klarglasskikt, det vill säga två skikt. Men så var inte alltid förhållandet. Av tekniska skäl utfördes överfångsglasen också med tre skikt. Ett opalskikt mellan två klarglasskikt. Det inre klarglasskiktet var i ett prima överfångsglas mycket tunt och nästan osynligt för blotta ögat. Detta för att absorptionsförlusterna skulle bli så små som möjligt eftersom de ökade med glastjockleken. Men överfångsglas med tjocka inre glasskikt förekom. Bland annat det så kallade veluriaglaset var ett sådant.
Transmissionsförmågan hos de bästa överfångsglasen låg på 55–60 %. Ökades transmissionen ytterligare genom att göra opalskiktet i mitten tunnare minskades istället diffusionsförmågan varvid bländning kunde uppstå. Transmissionens värde ska inte förväxlas med en belysningsarmaturs verkningsgrad. Det värdet ligger betydligt högre eftersom en del av det mot armaturens innersidor reflekterande ljuset även passerar ut genom densamma. Med de bästa överfångsglasen kunde en verkningsgrad på cirka 90 % uppnås.

#### Tillverkning
Till de större bruken som tillverkade belysningsglas åt bland annat svenska lampfabriker räknas Pukebergs glasbruk, Rosdala glasbruk, Flygsfors glasbruk och Engshyttan i den småländska glasbruksregionen glasriket. Produktionen av så kallade tekniska glas, där de med högst kvalitet var överfångsglas med tre skikt, var stor. Typiska exempel på tekniska belysningsglas från 1930-talet var vita glober i olika storlekar och former. En "glob" kunde även vara kubisk till formen.
Till exempel Orrefors glasbruk tog upp egen tillverkning av belysningsarmatur, med en mer konstnärlig än teknisk inriktning, i samarbete med bland andra formgivarna Simon Gate och Edward Hald.

## Galleri

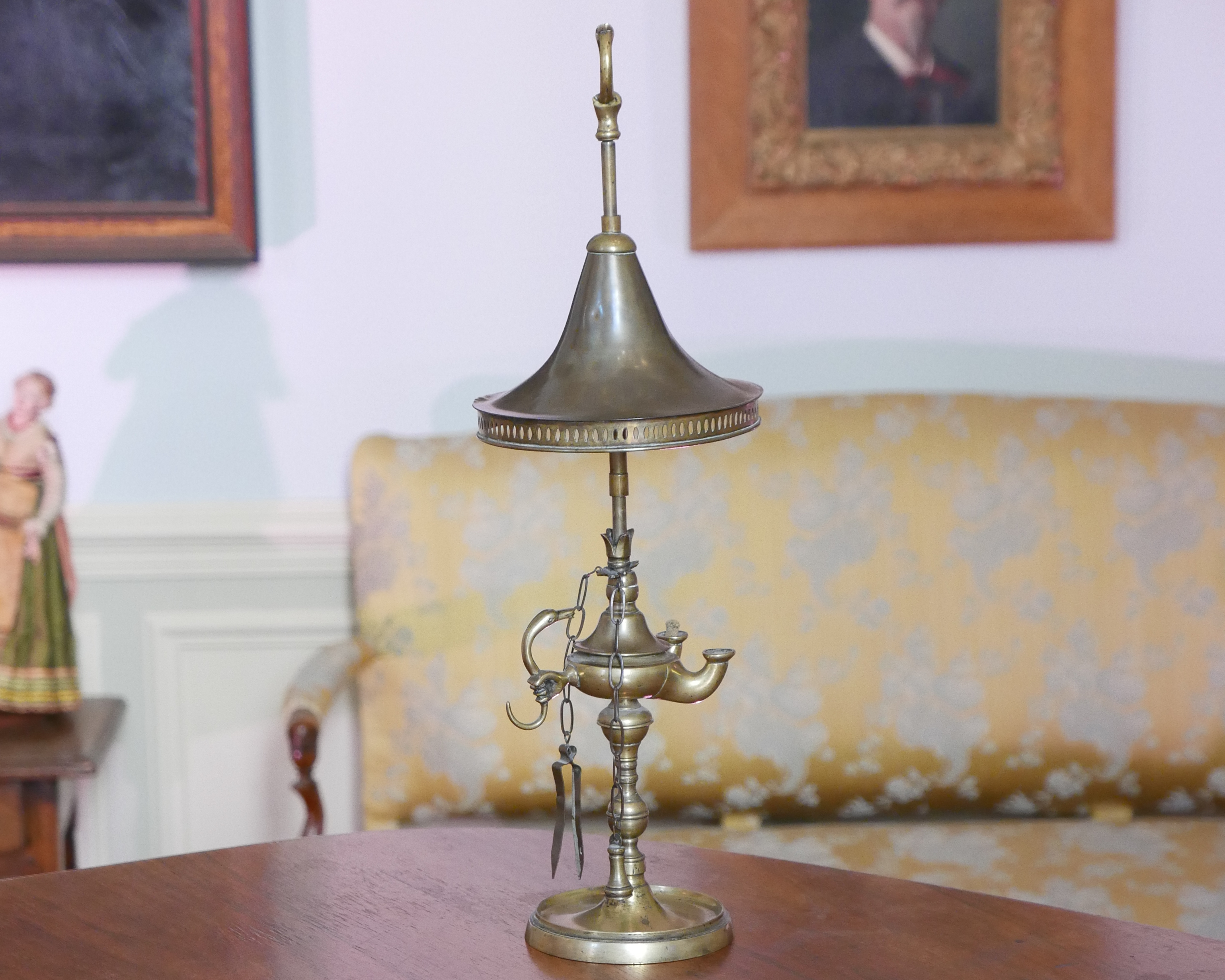
Florentisk oljelampa med fot, handtag och sina typiskt hängande tillbehör, tillverkad av mässing.
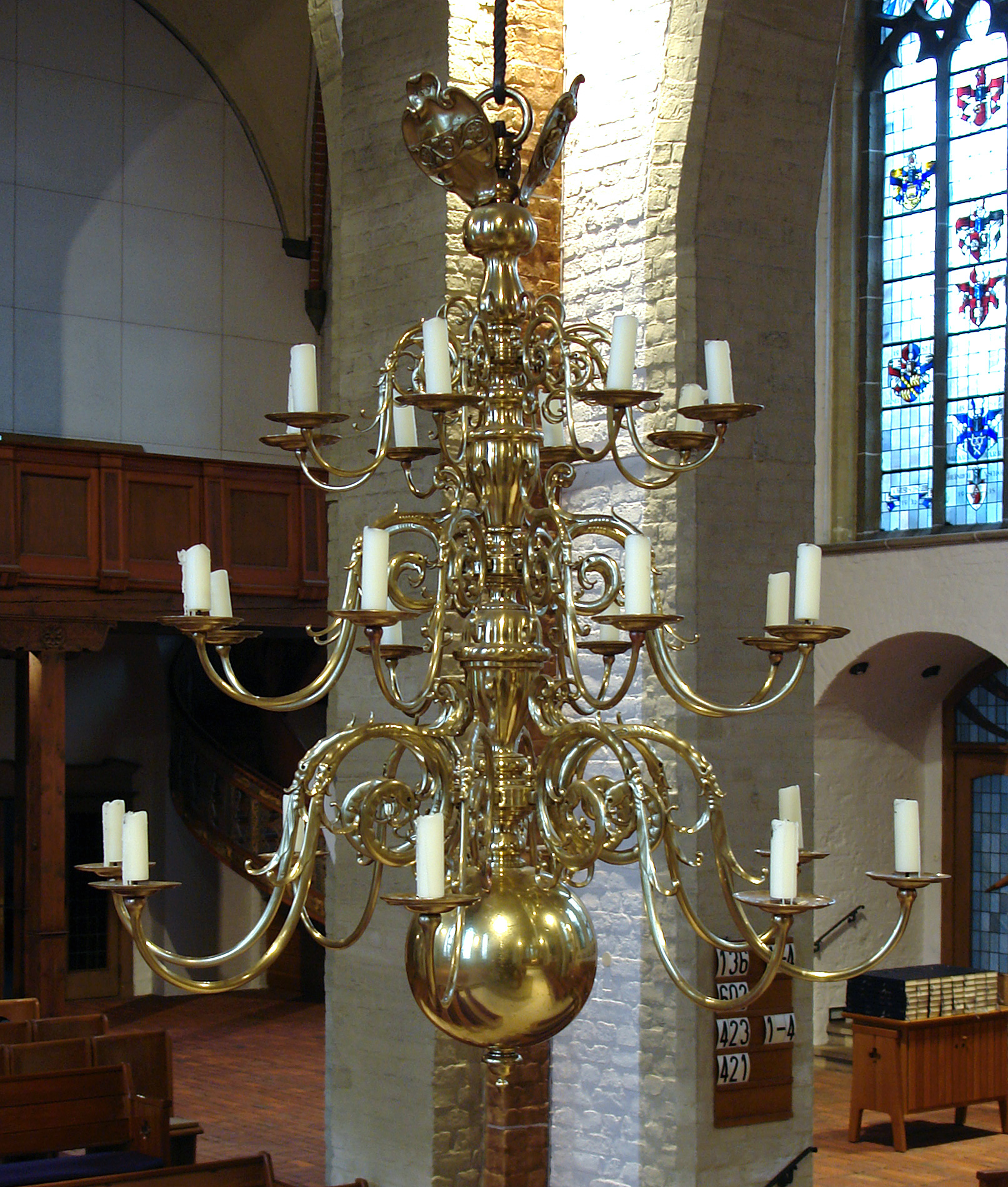
Takkrona, cirka 1650-tal, holländsk barockmodell med stor kula under stammen, tillverkad av mässing, St Mårtens kyrka, Bremen.
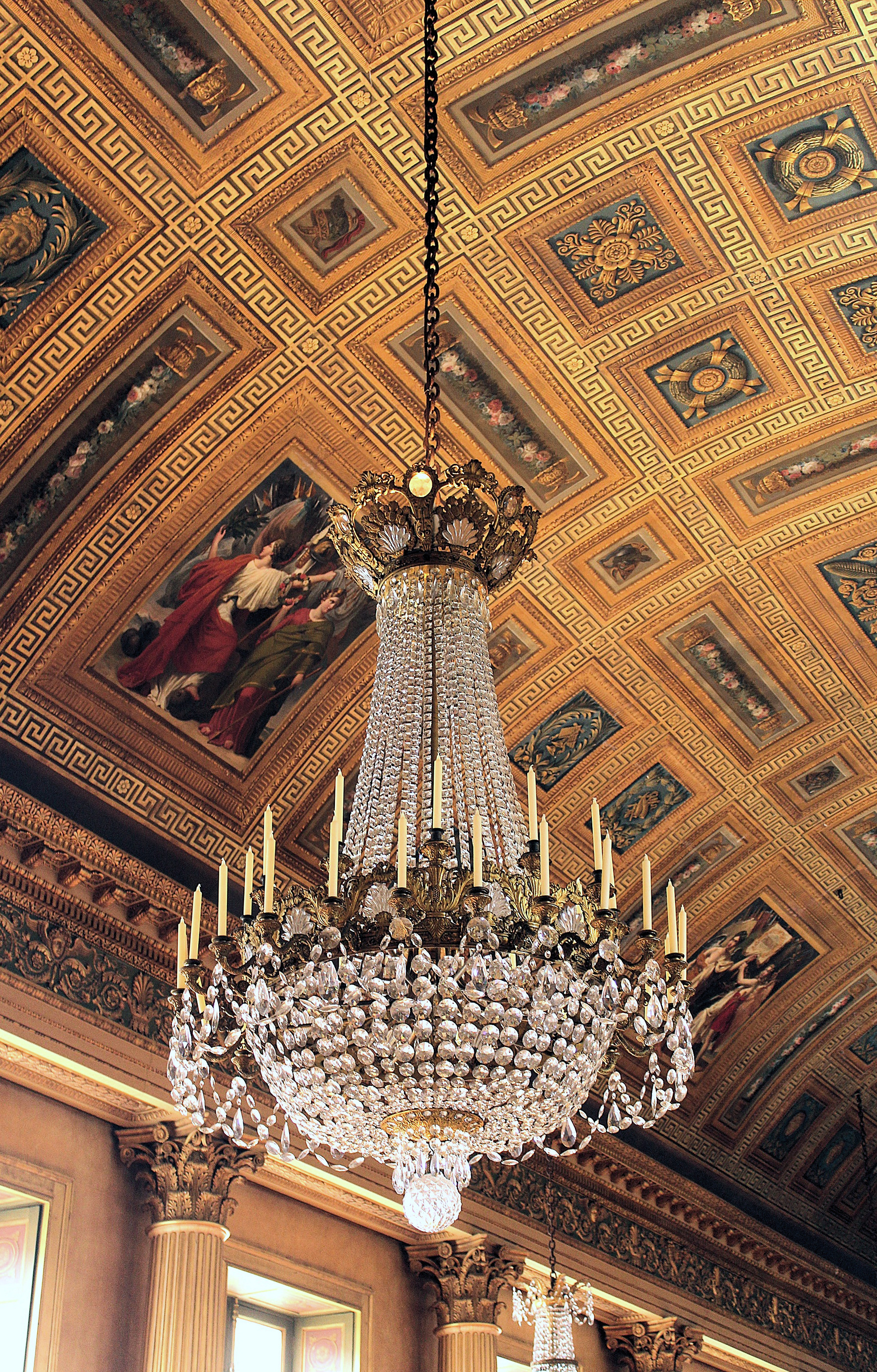
Kristallkrona, fransk empirmodell med palmetter högst upp, slottet i Compiègne.
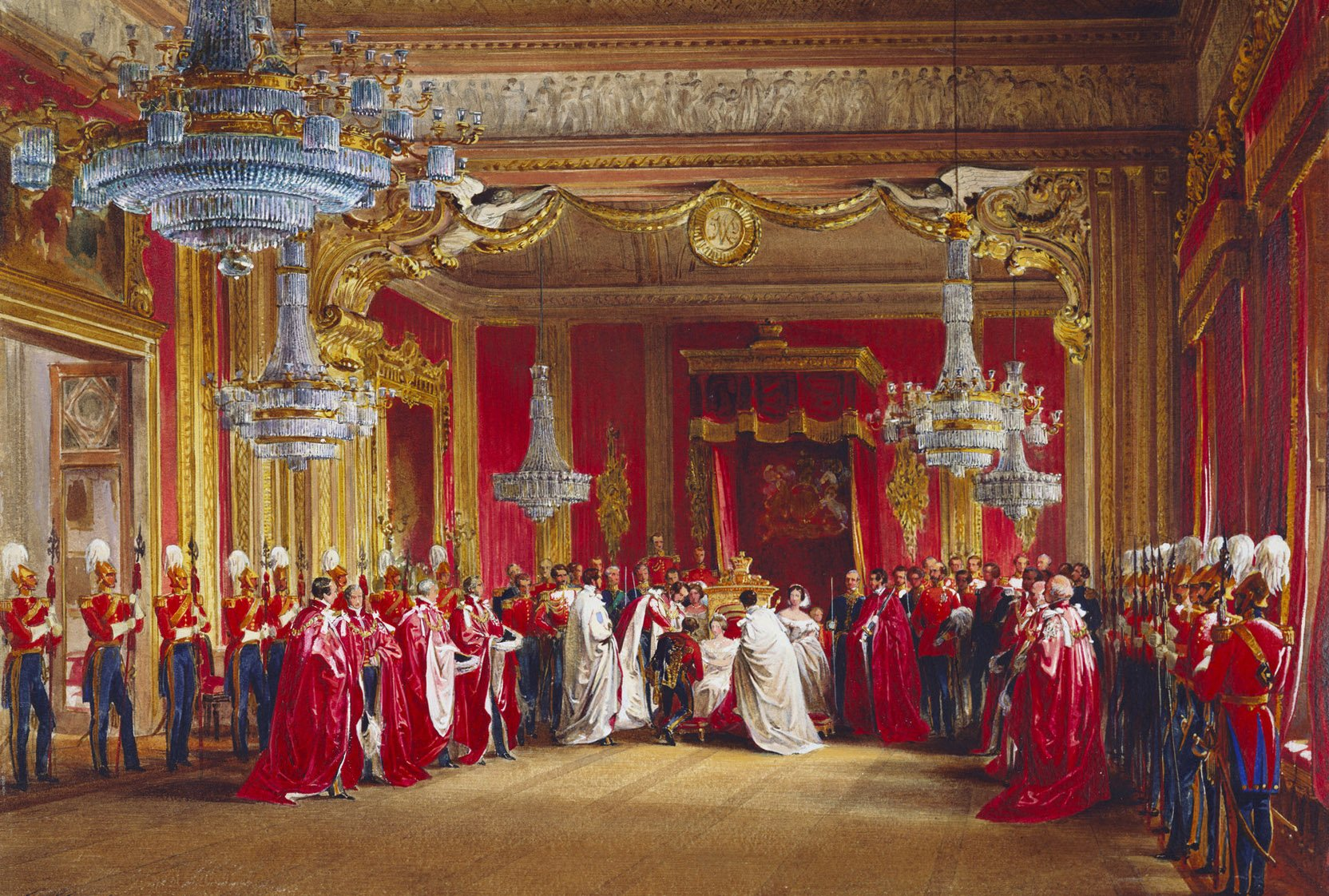
Kristallkronor, engelsk modell med koncentriska ringar längst ned, tronsalen, Buckingham Palace, 1855.
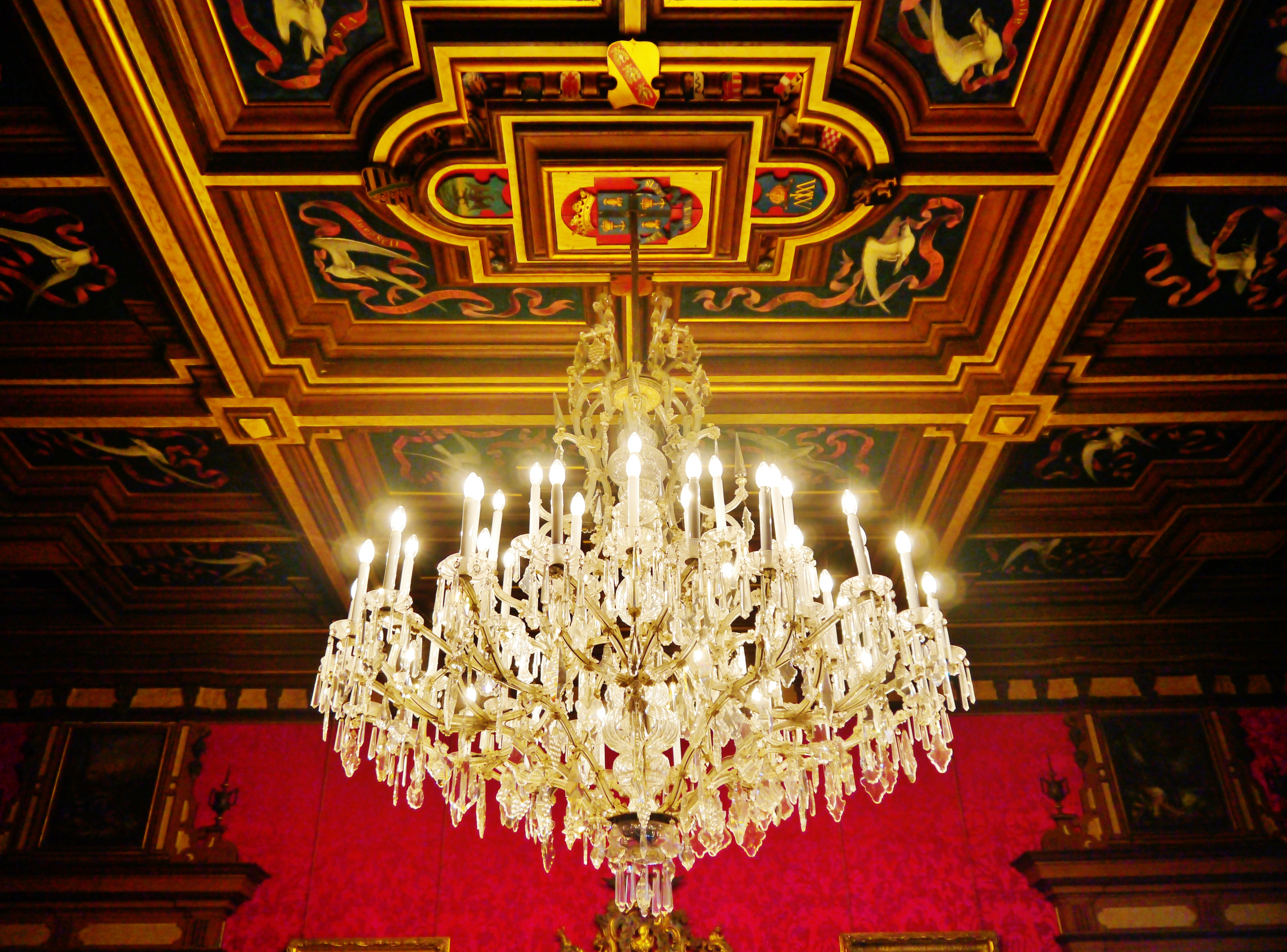
Ljuskrona, glas, elektrisk, venetiansk modell, slottet Miramare, Trieste.
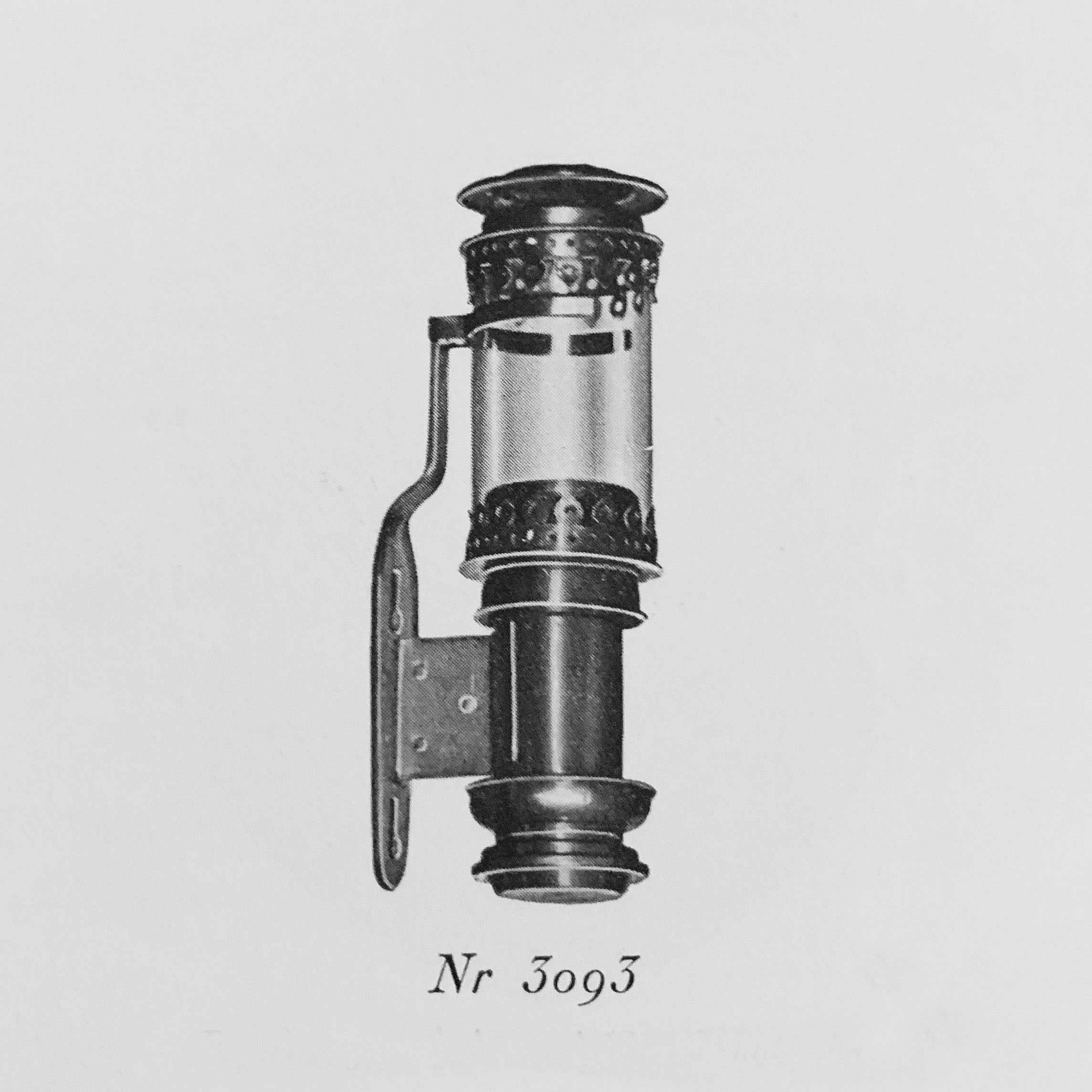
Armatur för reservbelysning med stearinljus, producerad för Statens järnvägar, 1931.
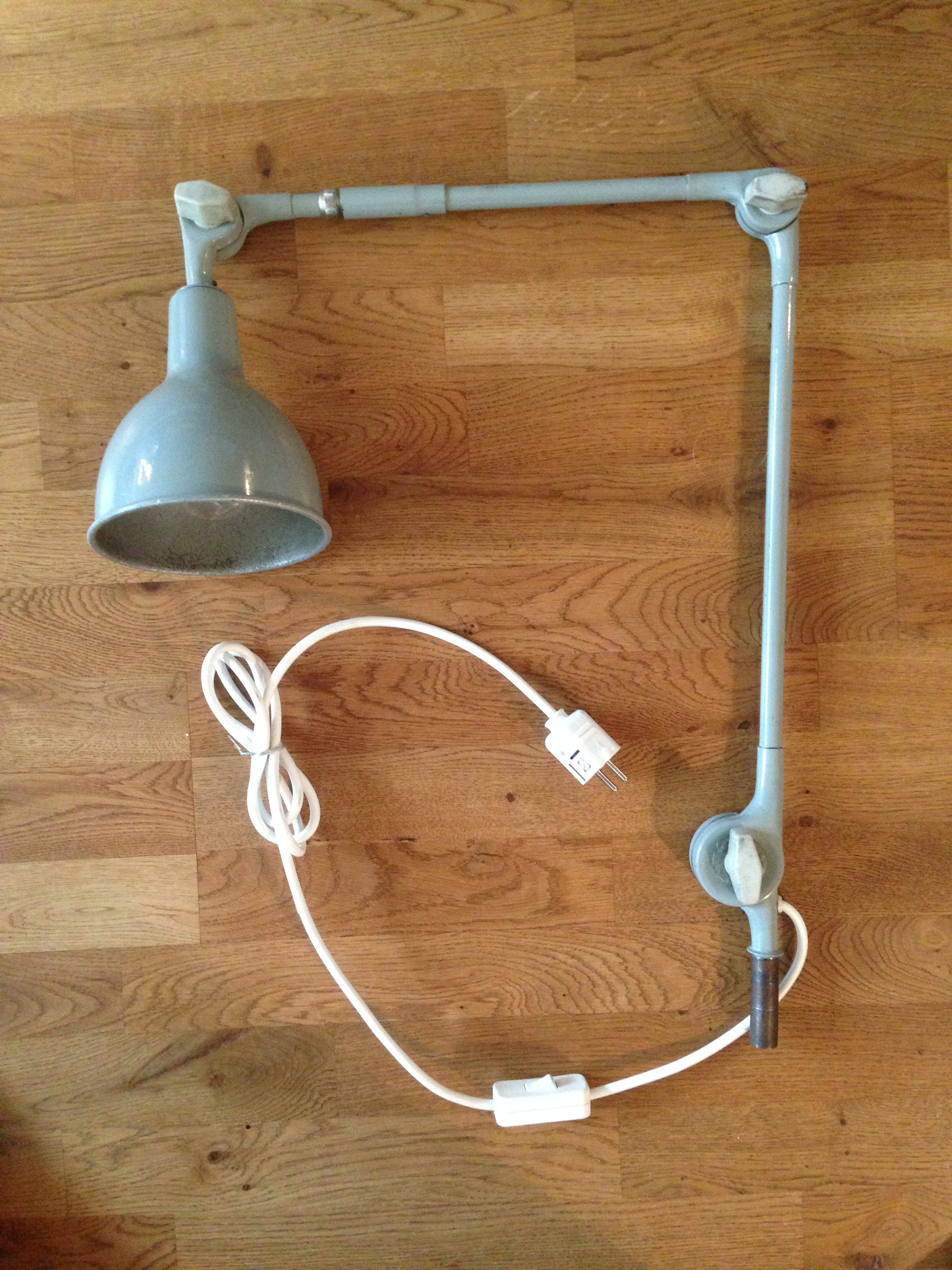
Elektrisk belysningsarmatur, så kallad ledarmatur med skruvanordning för att fixera lederna, typ PeFeGe med plastvred.
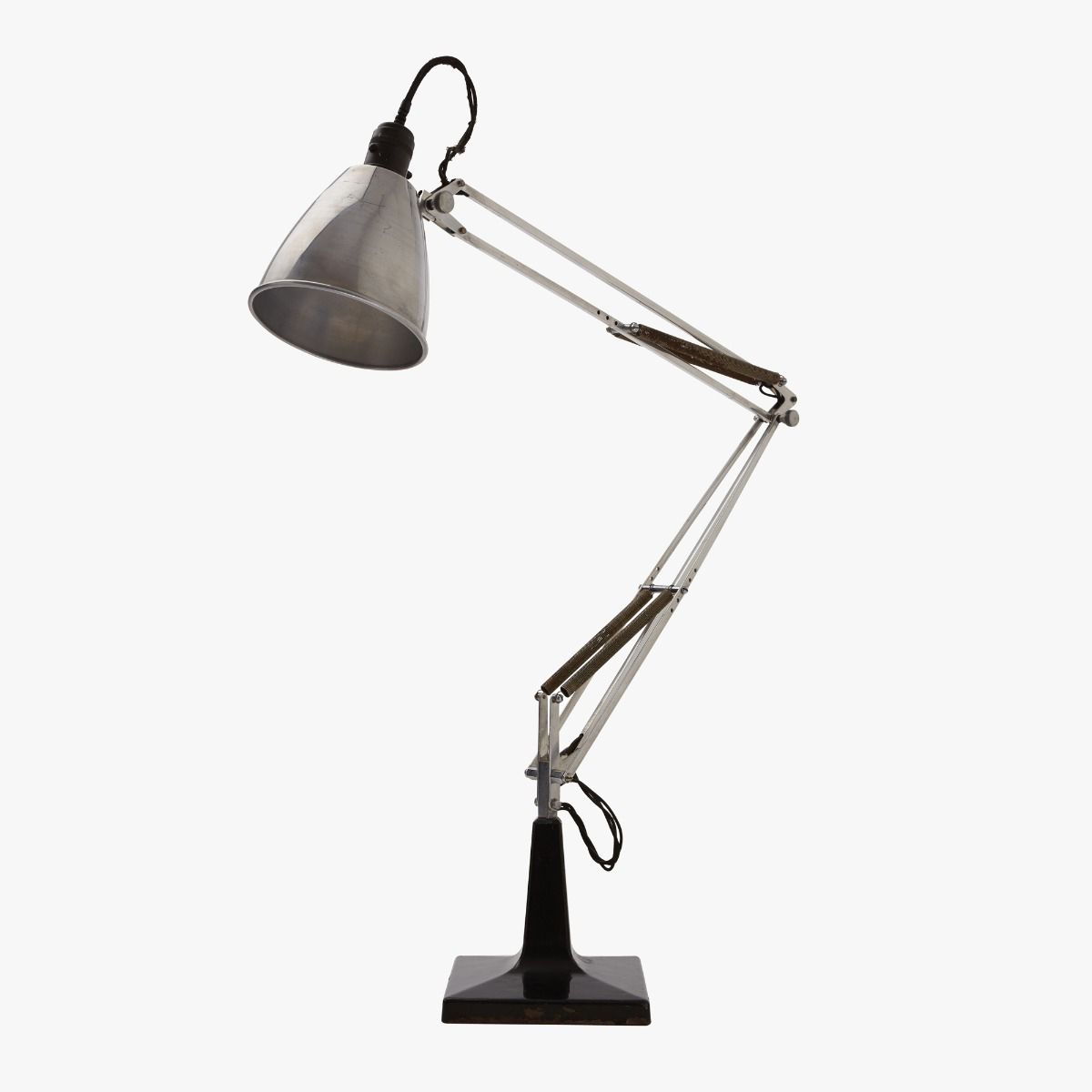
Elektrisk belysningsarmatur med utbalanserad bärarm, Anglepoise-lampan nr 1208.
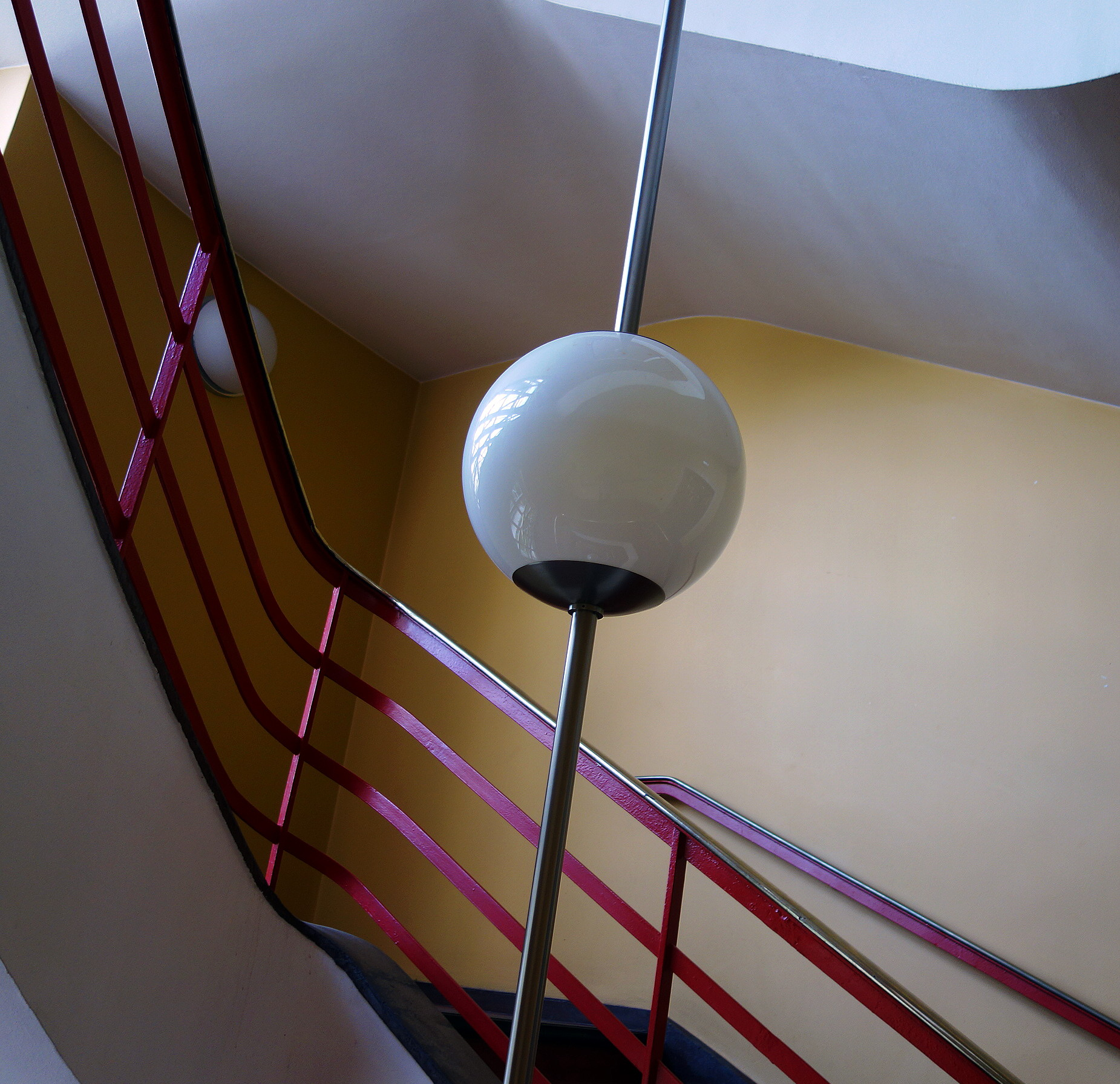
Glaskupa av opalöverfång, opalvitt överfångsglas, elektrisk belysningsarmatur, Haus des Rundfunks, Berlin.
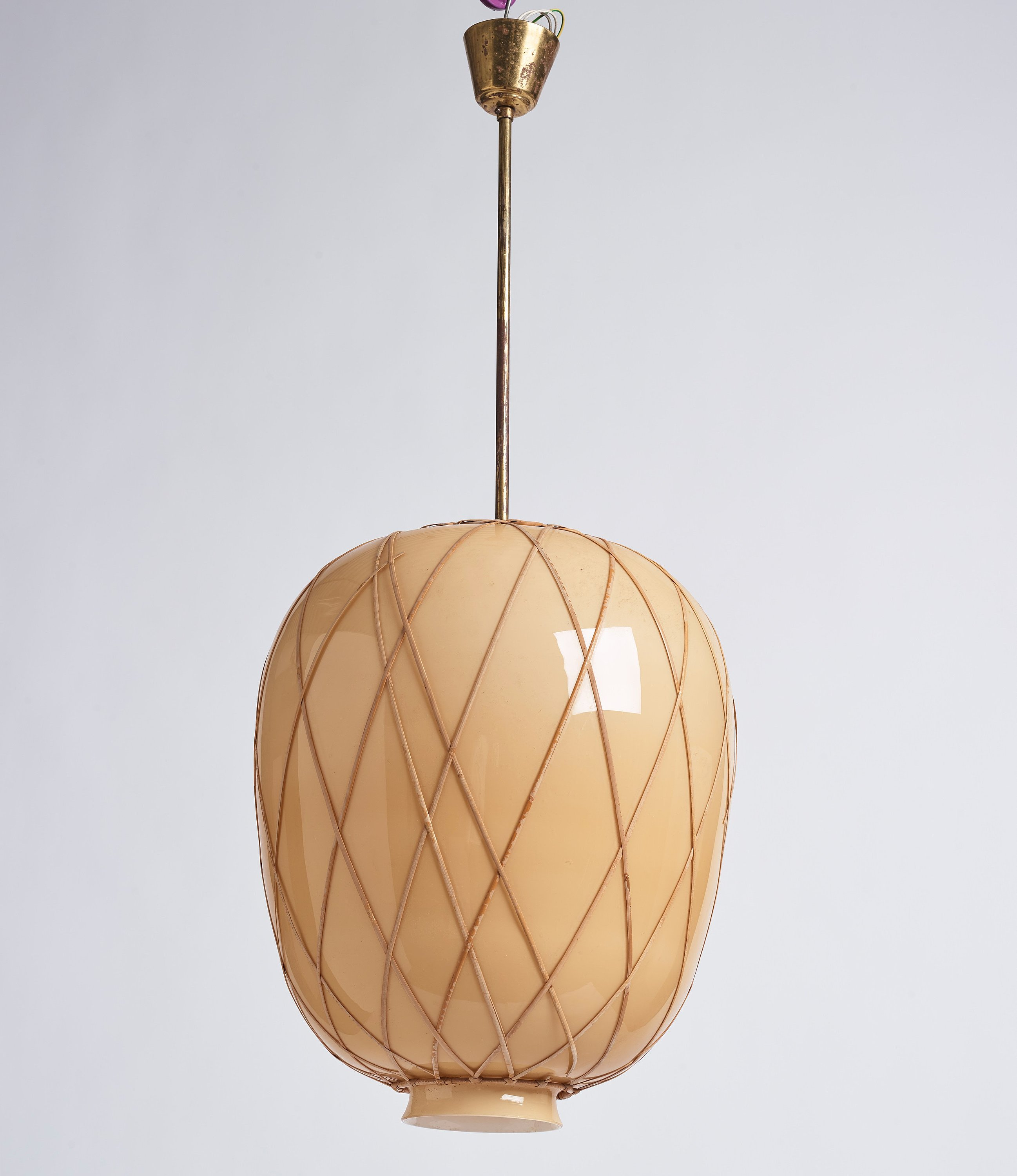
Nedpendlad elektrisk takarmatur med glas av champagneöverfång, 1940-tal.